# One Shot '80 Volume 14 (Cool)
One Shot '80 Volume 14 (Cool) è la quattordicesima raccolta di canzoni degli anni '80, pubblicata in Italia dalla Universal su CD (catalogo 314 5 84392 2) e cassetta (314 5 84392 4) nel 2001, appartenente alla serie One Shot '80 della collana One Shot.

## Il disco
La raccolta contiene il meglio del pop sofisticato britannico della seconda metà degli anni ottanta, denominato cool per sottolineare l'umore tranquillo che lo caratterizza, spesso contaminato dal jazz, dal soul e anche dalla musica latino-americana.

## Tracce
Il primo è l'anno di pubblicazione del singolo, il secondo quello dell'album; altrimenti coincidono. 
1. Terence Trent D'Arby – If You Let Me Stay – 3:13 (Terence Trent D'Arby) – 1987
2. Matt Bianco – Whose Side Are You On? (single version) – 3:23 (Mark Reilly, Daniel White, Peter Ross) – 1984
3. Hong Kong Syndikat – Too Much – 5:29 (Gerhard Gruenberg, Gerhard Plaez, Theissen Schmidt) – 1985
4. Fairground Attraction – Perfect – 3:34 (Mark Nevin) – 1988
5. Sade – Smooth Operator (album version) – 4:57 (Sade Adu, 'Ray'mond St. John) – 1984
6. Joe Jackson – You Can't Get What You Want (Till You Know What You Want) – 4:51 (Joe Jackson) – 1984
7. Fine Young Cannibals – Johnny Come Home – 3:34 (Roland Gift, David Steele) – 1985
8. Prefab Sprout – Appetite – 3:54 (Michael Murphy, Robert Grigg, Mark Matthews, Robert 'Bob' Collins) – 1985
9. Everything but the Girl – Each and Every One – 2:45 (Ben Watt, Tracey Thorn) – 1984
10. Basia – Prime Time Tv – 5:20 (Barbara Trzetrzelewska, Daniel White, Peter Ross) – 1986, 1987
11. Deacon Blue – Raintown – 3:49 (Ricky Ross) – 1987
12. The Style Council – My Ever Changing Moods – 3:37 (Paul Weller) – 1984
13. Curiosity Killed the Cat – Down to Earth – 4:20 (Tobias Andersen, Ben Volpeliere-Pierrot, Julian Brookhouse, Nicholas Thorp, Miguel Drummond) – 1986, 1987
14. The Christians – Harvest for the World – 3:58 (Christopher Jasper, The Isley Brothers) – 1988
15. Julia Fordham – Happy Ever After – 3:43 (Julia Fordham) – 1988
16. Swing Out Sister – Breakout – 3:46 (Andy Connell, Corinne Drewery, Martin Jackson) – 1986, 1987
17. The Housemartins – Caravan of Love – 3:39 (Christopher Jasper, Ernie Isley, Marvin Isley) – 1986
18. Love and Money – Strange Kind of Love – 4:16 (James Grant) – 1988
19. Simply Red – Holding Back the Years – 4:29 (testo: Mick Hucknall – musica: Mick Hucknall, Neil Moss) – 1985